# Jacobella
Jacobella is een geslacht van kreeftachtigen uit de klasse van de Ostracoda (mosselkreeftjes).

## Soort
- Jacobella papanuiensis Swanson, 1979